# Étienne Sadi Kirschen
Étienne Sadi Kirschen, né le 25 décembre 1913 à Bruxelles et mort le 19 janvier 2000 à La Hulpe, est un professeur et économiste belge francophone. 

## Biographie
Il est ingénieur mécanicien-électricien, licencié en économie financière et docteur en sciences économiques (ULB). 
De 1936 à 1937, il est assistant du professeur Edmond Picard. Il rejoint ensuite la société Solvay en tant que chimiste. Mobilisé en septembre 1939, il intègre un régiment de troupes de transmission. En mai 1940, il embarque à Dunkerque pour l'Angleterre et rejoint la Brigade Piron dans laquelle il crée la section de transmission. Blessé au front, il est démobilisé avec le grade de capitaine en 1945. Ensuite, il deviendra directeur commercial de l'Office d'Aide Mutuelle. De 1948 à 1952, il est premier conseiller à l’administration belge de coopération économique dans le cadre du Plan Marshall.
Il est nommé chargé de cours en 1950 à l'ULB, où il enseigne la théorie du commerce international et entame une grande étude sur la comptabilité nationale de Belgique. Son approche révolutionne les analyses traitant de ce sujet. Son projet de comptabilité nationale est ensuite repris par l'Institut national de statistique. Il est nommé professeur extraordinaire en 1951, puis professeur ordinaire en 1955. Parallèlement, il devient en 1952 directeur économique de l'Organisation européenne de coopération économique (OECE) puis directeur de ses services techniques. En 1957, il revient à l'ULB et crée le Département d'économie appliquée de l'ULB (DULBEA) qu’il dirigera jusqu’en 1970. Il y coordonne la rédaction du livre Economic policy in our time (1963) qui devient un ouvrage de référence. 
En 1961, il fonde et préside l'Association scientifique européenne pour la prévision économique à moyen et à long terme (ASPELT). Parmi d'autres, il dispensera les cours de problèmes économiques internationaux, conjoncture et mouvements économiques généraux, politique économique, séminaires de prévisions économiques et de statistique économique, coûts et avantages des décisions publiques et présentera en première les thèses de Keynes au sein de l'ULB. Il sera vice-président, puis président de l’École de commerce, vice-président, puis président de la Faculté des sciences sociales, politiques et économiques (1964-1967). Il sera réviseur de sociétés telles que la Générale de Banque, la Banque de Paris et des Pays-Bas, GBINNO-BM et de la SABENA. 
En 1971, il devient membre de l’Académie royale des sciences, des lettres et des beaux-arts de Belgique.

## Prix Étienne Sadi Kirschen
L'AEBr (Association des économistes de l'ULB et de Solvay Business School) a inauguré en 1997 à l’occasion du 100e anniversaire des études en sciences économiques à l’ULB ce prix en hommage à « un homme qui a marqué plusieurs générations d’économistes à l’ULB ».
Ce prix d’un montant de 1 240 € récompense annuellement un mémoire d'un étudiant de seconde licence en sciences économiques à l’Université libre de Bruxelles, l'accent étant mis sur son originalité dans l’analyse économique et sur son actualité.